# Pycnophion fuscipennis
Pycnophion fuscipennis är en stekelart som beskrevs av Perkins 1910. Pycnophion fuscipennis ingår i släktet Pycnophion och familjen brokparasitsteklar. Inga underarter finns listade i Catalogue of Life.